# Nancy Wyse Power
 Nancy Wyse Power (* 16. November 1889 in Dublin, Irland; † 27. Dezember 1963 ebenda) war eine irische Keltologin, Diplomatin und Nationalistin.

## Leben und Werk
Power war eines der vier Kinder von Jennie Wyse Power und John Wyse Power. Ihr Vater war Beamter, Journalist und einer der Gründungsmitglieder der Gaelic Athletic Association. Ihre Mutter war eine irische Aktivistin, Politikerin und Geschäftsfrau. Ihre Familie betrieb ein Restaurant, in dem führende irische Nationalisten regelmäßige Besucher waren.
1902 trat Power in die Gaelic League ein und war Mitglied des Frauenkomitees von Sinn Féin. Sie studierte am University College Dublin (UCD), wo sie 1912 ihr Studium der Keltologie mit einem Bachelor abschloss. Sie begann danach an der Universität Bonn ein Promotionsstudium, musste 1915 aber wegen des Ersten Weltkriegs nach Irland zurückkehren. 1920 promovierte sie in Bonn bei Julius Pokorny über keltische Philologie.
Als sie 1915 in Irland war, trat sie in die irische republikanische paramilitärische Frauenorganisation Cumann na mBan ein. Sie war 1916 bei dem Osteraufstand aktiv, wo sie als Kurierin vom  General Post Office in Dublin aus tätig war. 1917 arbeitete sie mit ihrer Mutter zusammen, um Familien zu helfen, die Angehörige verloren hatten oder deren Angehörige verhaftet worden waren. Ende 1917 wurde sie zu einer der Sekretärinnen von Cumann na nBan ernannt und war bis 1920 an dem Ausbau der Organisation auf über 500 Filialen beteiligt. Sie war am 9. Juni 1918 am Lá na mBan beteiligt und war während des irischen Unabhängigkeitskrieges aktiv.
Power wurde vom Auswärtigen Dienst des neuen Dáil angeworben und richtete im April 1921 das Irish Propaganda Office in Berlin ein, wo sie das zweimal wöchentlich erscheinende Bulletin Irish Bulletin veröffentlichte. Im Frühjahr 1922 löste sich der Berliner Betrieb wegen Vertragsspannungen zwischen den Berliner Büromitarbeitern auf und Power kehrte im Oktober 1922 nach Irland zurück. Sie arbeitete dort bis 1932 am Department of Industry and Commerce. Anschließend war sie bei Sean T. O’Kelly als Privatsekretärin im Department of Local Government and Public Health tätig. Als eine der ersten Frauen, die den Posten einer leitenden Beamtin im öffentlichen Dienst erreichten, setzte sie sich für die Belange der Frauen ein.
Power wurde 1940 zu einer der Gouverneurinnen des Dublin Institute for Advanced Studies ernannt. 1954 zog sie sich aus dem öffentlichen Dienst zurück und war von 1959 bis 1962 Präsidentin der UCD Women Graduates’ Association. Sie starb 1963 im Alter von 74 Jahren.